# Villers-le-Sec (Aisne)
 Villers-le-Sec  es una población y comuna francesa, en la región de Picardía, departamento de Aisne, en el distrito de Saint-Quentin y cantón de Ribemont.

## Demografía
| 296 | 262 | 270 | 227 | 237 | 236 |
| Para los censos de 1962 a 1999 la población legal corresponde a la población sin duplicidades (Fuente: INSEE [Consultar]) |     |     |     |     |     |